# Liste der Monuments historiques in Cons-la-Grandville
Die Liste der Monuments historiques in Cons-la-Grandville führt die Monuments historiques in der französischen Gemeinde Cons-la-Grandville auf.

## Liste der Immobilien
| Bezeichnung                   | Beschreibung                                                                                               | Standort              | Kennzeichnung | Schutzstatus   | Datum     | Bild           |
| ----------------------------- | --- | --------------------- | ------------- | -------------- | --------- | -------------- |
| Hochofen                      | 1865 gebaut                                                                                                | Rue des Forges (Lage) | PA00106017    | Classé         | 1974      | weitere Bilder |
| Kirche St-Hubert              | ab dem 11. Jahrhundert; einschließlich der Krypta                                                          | Rue du Château (Lage) | PA00106016    | Classé         | 1987      | weitere Bilder |
| Château de Cons-la-Grandville | Burganlage, 11. Jahrhundert, ab 1572 zum Schloss umgebaut                                                  | Rue du Château (Lage) | PA00106015    | Inscrit Classé | 1947 1987 | weitere Bilder |
| Priorat St-Michel             | Benediktinerkloster, im 11. Jahrhundert gegründet, 1792 aufgehoben; mit Wirtschaftsgebäuden und Taubenturm | Rue du Château (Lage) | PA00106018    | Classé         | 1987      | weitere Bilder |

## Liste der Objekte
| Bezeichnung                                              | Beschreibung                                                                              | Standort                                | Kennzeichnung | Schutzstatus | Datum | Bild |
| -------------------------------------------------------- | ----------------------------------------------------------------------------------------- | --------------------------------------- | ------------- | ------------ | ----- | ---- |
| Wandvertäfelung und sechs Kaminöfen                      | Ausstattung von sechs Räumen im Erdgeschoss des Nord- und Südflügels                      | im Château de Cons-la-Grandville (Lage) | PM54000158    | Classé       | 1987  |      |
| Gemälde Porträt von Raymond de Lambertye                 | Ölfarbe auf Leinwand, vergoldeter Holzrahmen, 17. Jahrhundert                             | im Château de Cons-la-Grandville (Lage) | PM54001062    | Classé       | 1992  |      |
| Gemälde Reiterporträt von Jean de Lambertye              | Ölfarbe auf Leinwand, vergoldeter Holzrahmen, 17. Jahrhundert                             | im Château de Cons-la-Grandville (Lage) | PM54001064    | Classé       | 1992  |      |
| Gemälde Porträt von Antoinette-Louise de Lambertye       | Ölfarbe auf Leinwand, vergoldeter Holzrahmen, 18. Jahrhundert                             | im Château de Cons-la-Grandville (Lage) | PM54001068    | Classé       | 1992  |      |
| Gemälde Porträt von Marie-Thérèse Paumier                | Pastellkreide oder Ölfarbe auf Leinwand, vergoldeter Holzrahmen, 19. Jahrhundert          | im Château de Cons-la-Grandville (Lage) | PM54001081    | Classé       | 1992  |      |
| Gemälde Porträt eines Mitglieds der Familie Lambertye    | Ölfarbe auf Leinwand, vergoldeter Holzrahmen, 18. Jahrhundert                             | im Château de Cons-la-Grandville (Lage) | PM54001082    | Classé       | 1992  |      |
| Gemälde Porträt von Stanislaus I. Leszczyński            | Pastellkreide auf Leinwand, vergoldeter Holzrahmen, Mitte des 18. Jahrhunderts            | im Château de Cons-la-Grandville (Lage) | PM54001086    | Classé       | 1992  |      |
| Gemälde Porträt von Jean-François de Lambertye           | Ölfarbe auf Leinwand, Holzrahmen, 17. Jahrhundert                                         | im Château de Cons-la-Grandville (Lage) | PM54001065    | Classé       | 1992  |      |
| Gemälde Porträt von Nicole de Lambertye                  | Ölfarbe auf Leinwand, 17. Jahrhundert                                                     | im Château de Cons-la-Grandville (Lage) | PM54001066    | Classé       | 1992  |      |
| Gemälde Porträt von André-Louis de Lambertye             | Ölfarbe auf Leinwand, 18. Jahrhundert                                                     | im Château de Cons-la-Grandville (Lage) | PM54001078    | Classé       | 1992  |      |
| Bombarde                                                 | Gusseisen, 1703                                                                           | im Château de Cons-la-Grandville (Lage) | PM54001092    | Classé       | 1992  |      |
| Hauptaltar                                               | Altartisch, Tabernakel und Retabel; Marmor, Holz, farbig gefasst und vergoldet, nach 1732 | in der Kirche St-Hubert (Lage)          | PM54000155    | Classé       | 1978  |      |
| Gemälde Porträt von Nicolas-François de Lambertye        | Ölfarbe auf Leinwand, 18. Jahrhundert                                                     | im Château de Cons-la-Grandville (Lage) | PM54001070    | Classé       | 1992  |      |
| Gemälde Porträt von François-Antoine de Lambertye        | Ölfarbe auf Leinwand, vergoldeter Holzrahmen, 18. Jahrhundert                             | im Château de Cons-la-Grandville (Lage) | PM54001071    | Classé       | 1992  |      |
| Gemälde Porträt von Catherine de Lambertye               | Ölfarbe auf Leinwand, Holzrahmen, 18. Jahrhundert                                         | im Château de Cons-la-Grandville (Lage) | PM54001074    | Classé       | 1992  |      |
| Gemälde Porträt von François de Lambertye                | Ölfarbe auf Leinwand, 17. Jahrhundert                                                     | im Château de Cons-la-Grandville (Lage) | PM54001076    | Classé       | 1992  |      |
| Gemälde Porträt von Clemens August von Bayern            | Ölfarbe auf Leinwand, vergoldeter Holzrahmen, 1739                                        | im Château de Cons-la-Grandville (Lage) | PM54001079    | Classé       | 1992  |      |
| Gemälde Porträt von Hubert de Choiseul                   | Ölfarbe auf Leinwand, vergoldeter Holzrahmen, 17. Jahrhundert                             | im Château de Cons-la-Grandville (Lage) | PM54001083    | Classé       | 1992  |      |
| Gemälde Porträt von Anne-Joseph de Tornielle             | Ölfarbe auf Leinwand, vergoldeter Holzrahmen, 18. Jahrhundert                             | im Château de Cons-la-Grandville (Lage) | PM54001084    | Classé       | 1992  |      |
| Hochzeits-Takenplatte                                    | Gusseisen, 1640                                                                           | im Château de Cons-la-Grandville (Lage) | PM54001089    | Classé       | 1992  |      |
| Skulptur Johannes der Täufer                             | Kalkstein, 17. Jahrhundert                                                                | in der Kirche St-Hubert (Lage)          | PM54001484    | Inscrit      | 1990  |      |
| Weihwasserbecken                                         | Gusseisen, 16. oder 17. Jahrhundert                                                       | in der Kirche St-Hubert (Lage)          | PM54001485    | Inscrit      | 1992  |      |
| Chorgestühl                                              | Eichenholz, erste Hälfte des 17. Jahrhunderts                                             | in der Kirche St-Hubert (Lage)          | PM54001035    | Classé       | 1991  |      |
| Zwei Beichtstühle                                        | Eichenholz, bemalt, Ende des 17. Jahrhunderts                                             | in der Kirche St-Hubert (Lage)          | PM54001036    | Classé       | 1991  |      |
| Chorschranke                                             | Eichenholz, 17. Jahrhundert                                                               | in der Kirche St-Hubert (Lage)          | PM54001037    | Classé       | 1990  |      |
| Gemälde Porträt von François de Lambertye                | Ölfarbe auf Leinwand, 17. Jahrhundert                                                     | im Château de Cons-la-Grandville (Lage) | PM54001063    | Classé       | 1992  |      |
| Gemälde Porträt von Georges de Lambertye                 | Ölfarbe auf Leinwand, vergoldeter Holzrahmen, 18. Jahrhundert                             | im Château de Cons-la-Grandville (Lage) | PM54001067    | Classé       | 1992  |      |
| Gemälde Porträt von Louis de Lambertye                   | Ölfarbe auf Leinwand, vergoldeter Holzrahmen, 17. Jahrhundert                             | im Château de Cons-la-Grandville (Lage) | PM54001100    | Classé       | 1992  |      |
| Wandgemälde                                              | in der Krypta; undatiert                                                                  | in der Kirche St-Hubert (Lage)          | PM54001228    | Classé       | 1987  |      |
| Gemälde Vision des heiligen Hubertus                     | Ölfarbe auf Leinwand, 18. Jahrhundert                                                     | in der Kirche St-Hubert (Lage)          | PM54001483    | Inscrit      | 1990  |      |
| Gemälde Porträt von Nicolas-François de Lambertye        | Ölfarbe auf Leinwand, vergoldeter Holzrahmen, 18. Jahrhundert                             | im Château de Cons-la-Grandville (Lage) | PM54001069    | Classé       | 1992  |      |
| Gemälde Porträt von François-Antoine de Lambertye        | Ölfarbe auf Leinwand, vergoldeter Holzrahmen, 18. Jahrhundert                             | im Château de Cons-la-Grandville (Lage) | PM54001072    | Classé       | 1992  |      |
| Gemälde Porträt von André-Louis de Lambertye             | Ölfarbe auf Leinwand, vergoldeter Holzrahmen, 18. Jahrhundert                             | im Château de Cons-la-Grandville (Lage) | PM54001073    | Classé       | 1992  |      |
| Gemälde Porträt von Henri-Joseph de Lambertye            | Ölfarbe auf Leinwand, 17. Jahrhundert                                                     | im Château de Cons-la-Grandville (Lage) | PM54001075    | Classé       | 1992  |      |
| Gemälde Porträt von François de Lambertye                | Ölfarbe auf Leinwand, vergoldeter Holzrahmen, 18. Jahrhundert                             | im Château de Cons-la-Grandville (Lage) | PM54001077    | Classé       | 1992  |      |
| Gemälde Porträt von Françoise de Lestrade de la Cousse   | Ölfarbe auf Leinwand, vergoldeter Holzrahmen, 18. Jahrhundert                             | im Château de Cons-la-Grandville (Lage) | PM54001080    | Classé       | 1992  |      |
| Gemälde Porträt von Marguerite de Custine                | Ölfarbe auf Leinwand, 17. Jahrhundert                                                     | im Château de Cons-la-Grandville (Lage) | PM54001085    | Classé       | 1992  |      |
| Gemälde Porträt von Antoine-Philippe-Joseph de Lambertye | Pastellkreide oder Ölfarbe auf Leinwand, vergoldeter Holzrahmen, 19. Jahrhundert          | im Château de Cons-la-Grandville (Lage) | PM54001087    | Classé       | 1992  |      |
| Kaminofen                                                | Kalkstein, Ende des 16. Jahrhunderts                                                      | im Château de Cons-la-Grandville (Lage) | PM54001088    | Classé       | 1992  |      |
| Takenplatte                                              | Gusseisen, 1734                                                                           | im Château de Cons-la-Grandville (Lage) | PM54001090    | Classé       | 1992  |      |
| Zwei Skulpturen: Klugheit und Mäßigung                   | Kalkstein, 18. Jahrhundert                                                                | im Château de Cons-la-Grandville (Lage) | PM54001091    | Classé       | 1992  |      |
| Gemälde Porträt von Marie de Lambertye                   | Ölfarbe auf Leinwand, vergoldeter Holzrahmen, 18. Jahrhundert                             | im Château de Cons-la-Grandville (Lage) | PM54001101    | Classé       | 1992  |      |
| Gemälde Stiftung des Rosenkranzes                        | Ölfarbe auf Leinwand, 1656                                                                | in der Kirche St-Hubert (Lage)          | PM54001128    | Classé       | 1995  |      |
| Kelch                                                    | Silber, vergoldet, Ende des 17. Jahrhunderts                                              | in der Kirche St-Hubert (Lage)          | PM54000156    | Classé       | 1978  |      |
| Grablegungsgruppe                                        | Stein, zweite Hälfte des 16. Jahrhunderts                                                 | in der Kirche St-Hubert (Lage)          | PM54000157    | Classé       | 1979  |      |
| Relief Anbetung des heiligen Sakraments                  | Kalkstein, bemalt, Marmor, 1701                                                           | in der Kirche St-Hubert (Lage)          | PM54001482    | Inscrit      | 1990  |      |